# République populaire de Donetsk
Pour les articles homonymes, voir Donetsk (homonymie).
Ne doit pas être confondu avec République soviétique de Donetsk-Krivoï Rog ou oblast de Donetsk.
La république populaire de Donetsk (en russe : Донецкая Народная Республика, Donetskaïa Narodnaïa Respoublika), abrégé RPD ou par translittération DNR,, est une organisation quasi-étatique sécessionniste de l'Ukraine. Elle est créée par la Russie en 2014 dans les parties de l'oblast de Donetsk qu'elle occupe. Elle est transformée en république, sujet de la fédération de Russie en 2022, après un référendum d'annexion à Donetsk conduit illégalement au regard du droit international par les forces d'occupation russes. Elle revendique comme capitale la ville de Donetsk.
Une insurrection prorusse éclate dans la région du Donbass en réponse à la révolution ukrainienne. En avril 2014, des séparatistes prorusses armés s'emparent de bâtiments gouvernementaux, et proclament la république populaire de Donetsk (RPD) et la république populaire de Louhansk (RPL) comme États indépendants. Mais, ceux-ci n'ont pas été reconnus internationalement jusqu'en 2022. L'Ukraine et la majorité de la communauté internationale les considèrent comme des gouvernements fantoches,, , et comme des organisations terroristes. Ces événements ont provoqué la guerre du Donbass, une partie de la guerre russo-ukrainienne qui a aussi vu l'annexion de la Crimée. Les milices séparatistes ont occupé près de la moitié des deux oblasts et ont été en état de guerre avec l'armée ukrainienne pendant les huit années suivantes.
Le 21 février 2022, Vladimir Poutine annonce la reconnaissance russe de l'indépendance des républiques du Donbass, dont celle de Donetsk. Cette reconnaissance fait immédiatement l'objet d'une large condamnation au Conseil de sécurité des Nations unies et précède de trois jours l'invasion de l'Ukraine par la Russie en 2022 ordonnée par le président russe.
Le 30 septembre 2022, la Russie annonce l'annexion de la république au sein de son territoire, en même temps que les autres territoires occupés.

## Histoire

### Arrière-plan récent politique et historique
Depuis l'indépendance de l'Ukraine vis-à-vis de l'Union soviétique en 1991, l'est et l'ouest de l'Ukraine ont en règle générale voté pour des candidats différents lors des élections présidentielles. Viktor Ianoukovytch, originaire du Donbass, a été élu président de l'Ukraine en 2010 et a affiché un tropisme prorusse assez marqué.
Un certain mécontentement des Ukrainiens de l'Est à l'égard du gouvernement de Kiev peut dès lors être relié aux manifestations de l'Euromaïdan qui ont débuté en novembre 2013 et ont conduit à son départ du pouvoir et à son exil à Moscou, ainsi qu'aux incitations de la Russie, elles-mêmes liées aux tensions dans les relations Russo-Ukrainiennes concernant l'orientation future géopolitique de l'Ukraine. Le renversement du président Ianoukovytch lors de la révolution ukrainienne de 2014 a entraîné des manifestations dans l'est de l'Ukraine, qui se sont progressivement transformées en un conflit armé entre le nouveau gouvernement ukrainien proeuropéen et les milices armées locales de l'Est.
La république de Donetsk est d'abord le nom d'une organisation active à partir de 2006 et ayant pour projet l'autonomie territoriale de l'oblast de Donetsk. L'idée d'un référendum sur l'avenir de l'oblast de Donetsk dans le contexte du conflit russo-ukrainien est lancée notamment par Pavel Goubarev, gouverneur choisi à main levée par les manifestants de Donetsk en mars 2014 ; il est arrêté trois jours plus tard par le service de sécurité d'Ukraine (SBU) ukrainien et libéré en mai 2014, en échange de prisonniers des forces « Alpha ». Entre-temps a lieu le référendum d'autodétermination de la Crimée, le 16 mars 2014.

### Autoproclamation

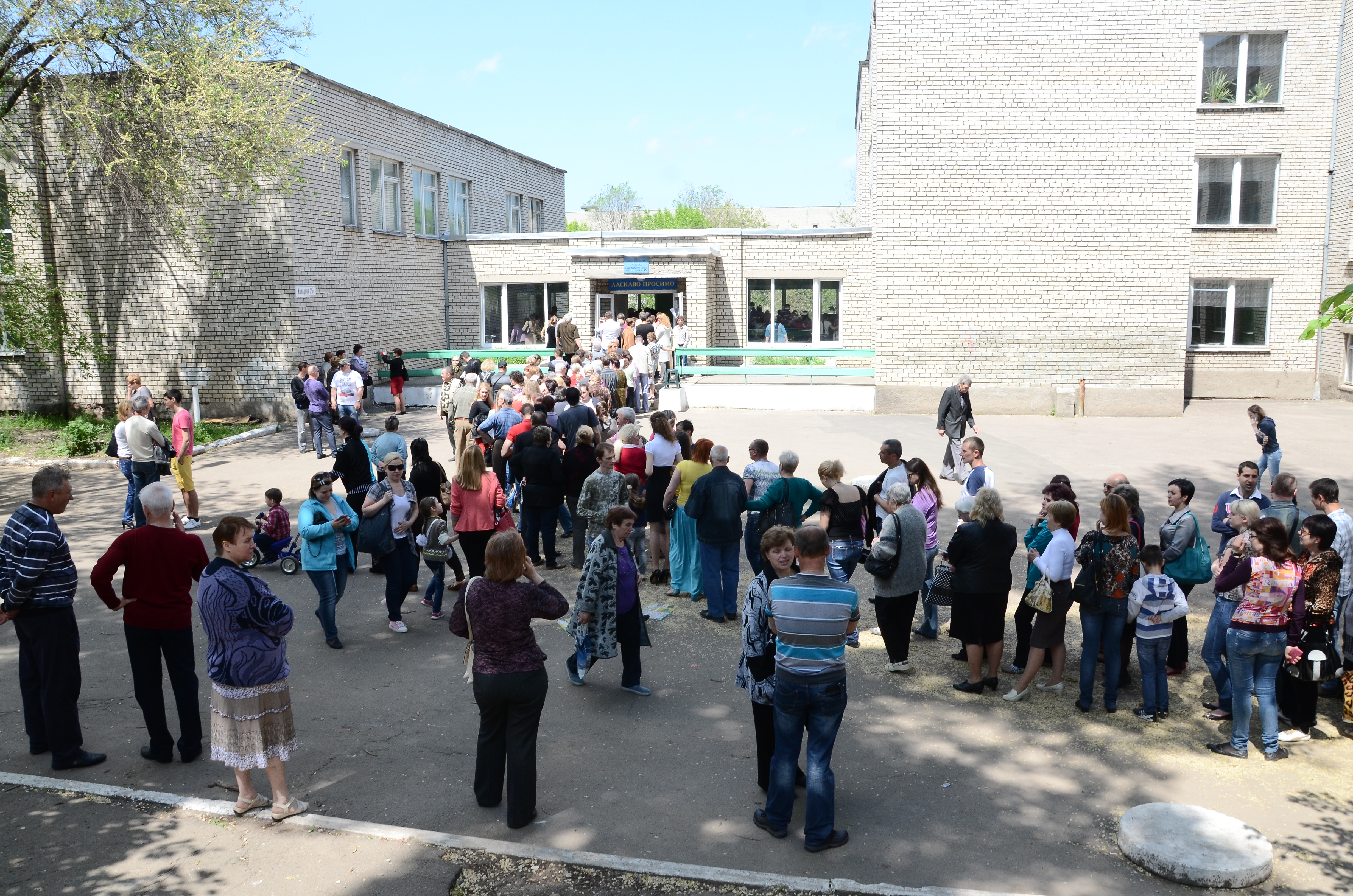
Référendum de 2014 à Donetsk, le 11 mai 2014-.

Le 11 mai 2014 s'est tenu un référendum d'autodétermination à Donetsk organisé par les insurgés prorusses qui revendiquent la victoire avec environ 90 % des voix pour l'indépendance de la république de Donetsk. Face caméra, les organisateurs du référendum ont reconnu trafiquer les résultats à l'avance. Néanmoins, ce référendum n'est reconnu ni par l'Union européenne, ni par les États-Unis, et le procureur général de Kiev déclare cette république de Donetsk « organisation terroriste » le 17 mai.
Le 12 mai 2014, l'un des responsables séparatistes de Donetsk, Denis Pouchiline, demande à Moscou d'étudier le rattachement de la république populaire de Donetsk à la fédération de Russie. Selon Djavad Iskenderov, co-président du gouvernement temporaire, il n’était pas question de rejoindre la fédération de Russie, malgré les liens avec cette dernière. Igor Strelkov devient commandant militaire dans la nouvelle république populaire de Donetsk également le 12 mai.
Mi-mai, plusieurs responsables séparatistes sont mis en cause, leurs anciennes activités financières en Russie, impliquant notamment des pyramides financières douteuses, étant révélées au public. Les jours suivants, Alexandre Borodaï, citoyen russe de 41 ans et possible agent du FSB, devient chef du gouvernement de la république populaire de Donetsk.

### Début de la guerre du Donbass
Le 24 mai 2014, lors d'un congrès, la république populaire de Donetsk décide de s'unir avec la république populaire de Lougansk (abrégée en « RPL ») pour former les États fédérés de Nouvelle-Russie (Novorossia), qui finissent par prendre le nom d’Union des républiques populaires.
Parallèlement les opérations contre les insurgés s'intensifient. Le 26 mai 2014, l'aviation ukrainienne à bord de Mig-29, Su-25, et d'hélicoptères Mil Mi-24 attaque les insurgés, provoquant la mort de dizaines de rebelles et civils. Début juin, des colonnes de chars entourent la ville. Le 7 juin, un attentat par arme à feu vise Denis Pouchiline, tuant son assistant. Dans la nuit du 12 au 13 juin, une bombe fait exploser la voiture de Denis Pouchiline, qui ne se trouvait pas à bord, et tue deux autres de ses assistants. L'« opération antiterroriste », telle qu'elle est nommée par le pouvoir central de Kiev, se poursuit tout le mois de juin. La ville de Marioupol est reprise par l'armée ukrainienne (bataillon Azov, bataillon Donbass et bataillon Ukraine), les combats ayant commencé à l'aube du 13 juin. Plusieurs pertes sont à déplorer du côté des insurgés et seulement des blessés légers du côté des forces de Kiev. « Le plan se réalise avec succès » déclare le ministre de l'Intérieur ukrainien Arsen Avakov. Trois-cents personnes sont arrêtées ce même jour, dont le maire, Alexandre Fomenko. Le 16 juin, selon l'agence de presse russe ITAR-TASS, une dizaine de civils meurent et plus d'une dizaine d'autres sont blessés dans un assaut mené par les forces gouvernementales, près de Kramatorsk.
Le 5 juillet, l'armée ukrainienne reprend militairement les villes de Sloviansk et Kramatorsk,. La ville de Siversk est reprise par l'armée ukrainienne le 10 juillet.
Le même jour, le ministre de la Sécurité de la RPD, l’Ukrainien Alexandre Khodakovski, est remplacé par Vladimir Antioufeïev, homme politique russe de Transnistrie.
Le 17 juillet, le vol Malaysia Airlines 17 est abattu par un missile sol-air au-dessus du territoire contrôlé par les forces de la RPD, chacune des parties en conflit accusant l’autre d’être responsable de la catastrophe. Les services secrets ukrainiens (SBU) et le gouvernement américain affirment que le missile a été tiré à partir d'une zone tenue par les rebelles de la RPD, d'après des images satellitaires non publiées, et que le système de missile utilisé, SA11, est de fabrication russe et a pu être livré par la Russie aux séparatistes.
L'équipe d'enquête néerlandaise JIT (pour « Joint Investigation Team ») publie son rapport définitif le 28 septembre : « Le JIT est convaincu d'avoir obtenu des preuves irréfutables pour établir que, le 17 juillet 2014, le vol MH-17 a été abattu par un missile Bouk 9K38. Selon le JIT, il y a aussi des preuves identifiant l'emplacement de tir dans un champ, près de Pervomaïskyï, en zone occupée à cette période par les combattants prorusses. […] ». Le rapport conclut, également, que le système Bouk a été introduit via le territoire de la Russie. Et, qu'après le tir, celui-ci est retourné en Russie en traversant la frontière la nuit-même.
Le même jour, à Moscou, Denis Pouchiline démissionne de ses fonctions de président du soviet suprême de la république populaire de Donetsk, son successeur par intérim est Vladimir Makovitch ; puis, Boris Litvinov est élu le 23 juillet. Le 21 juillet, trois villes de la région de Donetsk sont attaquées et prises par les forces loyalistes : Dzerjynsk, Roubijné et Soledar, ainsi qu'une banlieue de Donetsk, Pisky. Ce même jour également, les forces loyalistes avancent dans la banlieue de Louhansk.

### Remplacement des dirigeants russes

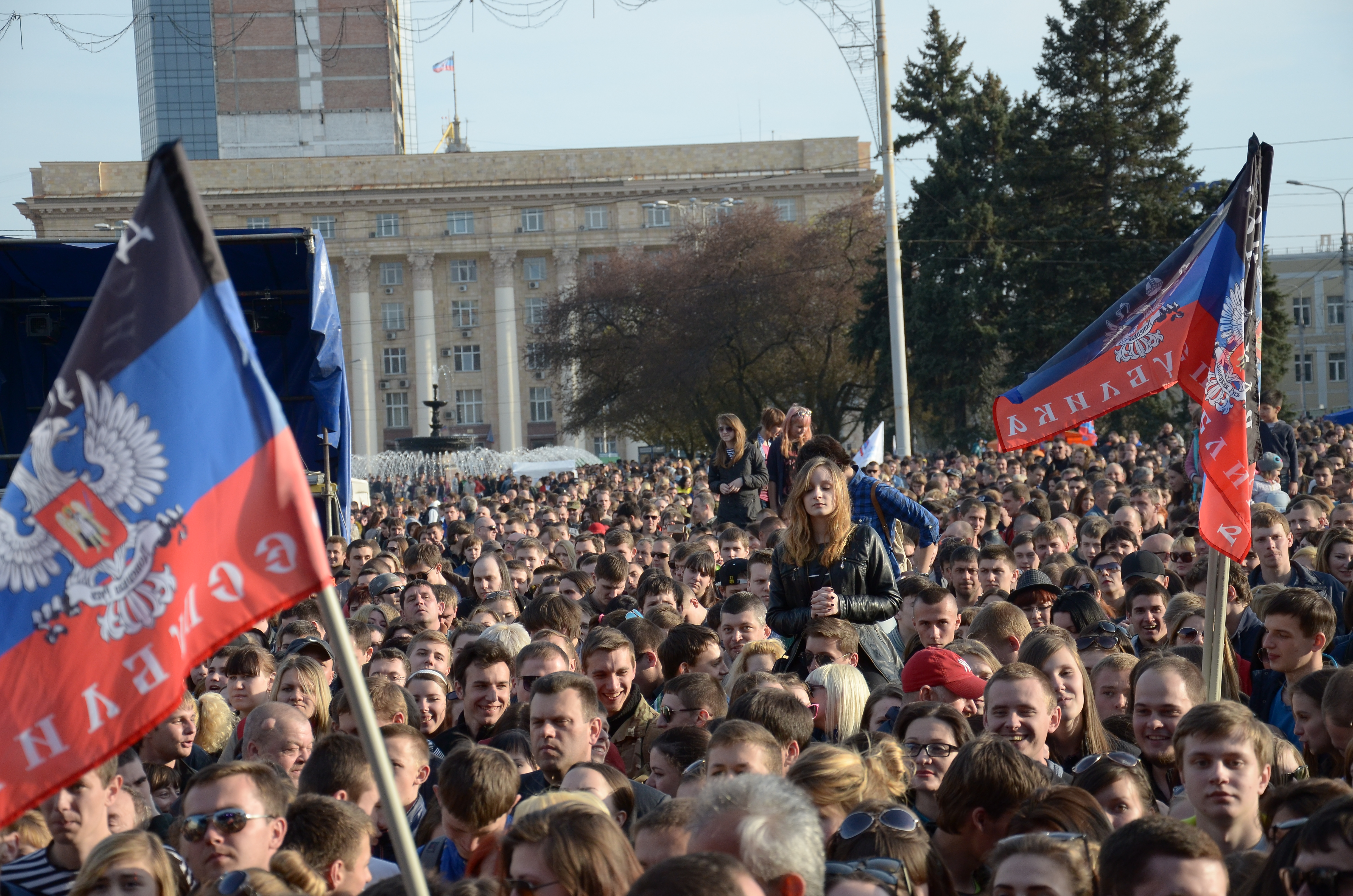
Donetsk, le 24 avril 2015.

Le 7 août 2014, le Premier ministre Alexandre Borodaï laisse son poste à l’Ukrainien Alexandre Zakhartchenko, réduisant en apparence l’influence des citoyens russes dans le gouvernement de la RPD.
Le 14 août, est annoncé le remplacement du ministre de la Défense Strelkov, Russe, par l’Ukrainien Vladimir Kononov. Parallèlement le dirigeant de la RPL Valéri Bolotov est remplacé le même jour par Igor Plotnitski.
Le 15 août, la ministre des Affaires étrangères Ekaterina Goubareva (Ukrainienne) est démise de ses fonctions et remplacée par Alexandre Karaman, homme politique de Transnistrie proche de Vladimir Antioufeïev.
Un volontaire russe ayant combattu dans les rangs des séparatistes, Anton Raïevski, interprète la réorganisation du personnel dirigeant la RPD comme une purge ciblée des partisans de Strelkov, qui aurait perdu les faveurs du Kremlin, par l’équipe d’Antioufeïev, plus expérimentée et proche des services secrets.
En février 2015, par une résolution parlementaire, la république populaire de Donetsk se revendique comme l'État successeur de la république soviétique de Donetsk-Krivoï Rog.

### Renversement d'Igor Plotnitski et assassinat d'Alexandre Zakhartchenko
Le 31 août 2018, Alexandre Zakhartchenko et son garde du corps meurent des suites d’un attentat à la bombe survenu dans un café au centre de Donetsk. Après la démission forcée d'Igor Plotnitski de la tête de la république populaire de Lougansk en novembre 2017 et l'assassinat de plusieurs responsables militaires, la mort d’Alexandre Zakhartchenko marque la fin des dirigeants des territoires séparatistes prorusses installés à l'été 2014.
Trois jours de deuil sont décrétés dans le Donbass séparatiste. Le vice-Premier ministre, Dmitri Trapeznikov, assure l’intérim. Denis Pouchiline le remplace une semaine plus tard.
Vladimir Pachkov, citoyen russe et ancien vice-gouverneur de l'oblast d'Irkoutsk, est nommé Premier ministre le 5 février 2020.

### Annexion par la Russie
Le 18 février 2022, les dirigeants prorusses de Donetsk et Lougansk annoncent l'évacuation de civils (femmes, enfants, vieillards) vers l'oblast de Rostov en Russie avec des allocutions préenregistrées deux jours auparavant. Parallèlement une mobilisation générale est annoncée dans les deux entités séparatistes.
Le 21 février 2022, lors d'une allocution télévisée, Vladimir Poutine annonce la reconnaissance russe de l'indépendance des républiques du Donbass, dont celle de Donetsk.
Le 9 juin 2022, la république populaire de Donetsk condamne à mort deux Britanniques et un Marocain qui avaient rejoint les forces ukrainiennes pour terrorisme, mercenariat, et tentative de renversement du gouvernement de la république populaire.
Le 29 septembre 2022, conformément à l'annonce des résultats aux référendums, Vladimir Poutine signe des décrets reconnaissant l'indépendance des régions de Kherson et de Zaporijjia. Le 30 septembre, le président russe prononce l'annexion de ces dernières ainsi que des républiques populaires de Donetsk et de Lougansk. Les annexions sont formalisées le 5 octobre.

## Politique et administration
Les pouvoirs exécutif et législatif siègent dans les anciens bâtiments de l'administration ukrainienne pris lors de la guerre en 2014.

### Pouvoir exécutif
La république populaire de Donetsk est dirigée par un président qui est élu au suffrage universel direct et par un Premier ministre nommé par le président. L'actuel président est Denis Pouchiline et le Premier ministre est Vladimir Pachkov.

### Pouvoir législatif
Le pouvoir législatif est exercé par le Conseil populaire qui est renouvelé tous les quatre ans lors d'élections législatives. Le Conseil populaire est actuellement présidé par Volodymyr Bidyovka et les dernières élections législatives ont eu lieu le 11 novembre 2018.

### Organisation territoriale
Au 23 février 2022, le territoire contrôlé par la république populaire de Donetsk est organisé en 17 divisions administratives :
1. Donetsk ;
2. Dokoutchaïevsk ;
3. Starobechevo ;
4. Amvrossievka ;
5. Telmanovo (Boïkovskoïe) ;
6. Novoazovsk ;
7. Khartsyzk ;
8. Makeïevka ;
9. Iassinovataïa;
10. Gorlovka ;
11. Debalstevo ;
12. Ienakievo ;
13. Jdanovka ;
14. Kirovskoïe ;
15. Chakhtiorsk ;
16. Thorez ;
17. Snejnoïé.

Les autres villes de l'oblast de Donetsk contrôlées par l'Ukraine n'ont jamais été mentionnées par les séparatistes.

### Liens avec l'extrémisme de droite
En juillet 2015, Alexandre Zakhartchenko, alors président de la République populaire autoproclamée, a déclaré qu'il avait ressenti du respect pour le parti ukrainien d'extrême droite Secteur droit dans deux situations : « Pour la première fois de ma vie, j'ai ressenti du respect pour eux. Je les ai respectés à deux moments : lorsqu'ils ont tabassé les homosexuels à Kiev et lorsqu'ils ont tenté de destituer Porochenko. J'ai réalisé que le Secteur droit était des hommes ordinaires comme nous ».
Les membres de la « république populaire de Donetsk » sont étroitement liés au parti néonazi Unité nationale russe (RNE), dirigé par Alexandre Barkachov. Le RNE est notamment lié à la milice « Armée orthodoxe russe » et Barkachov aurait, selon un enregistrement audio publié, donné personnellement des instructions à son commandant Dmitri Boïtsov. Avec d'autres organisations d'extrême droite et néonazies comme le Mouvement de libération nationale et l'Union eurasienne de la jeunesse d'Alexandre Douguine, le RNE soutient la Russie dans la guerre en Ukraine et recrute des combattants. Un membre du RNE, Pavel Goubarev, est apparu comme le chef du département de mobilisation du ministère de la Défense de la république populaire de Donetsk.

## Réactions internationales
À l'occasion d'une réunion d'urgence à Genève le 17 avril 2014, la Russie, l'Ukraine, les États-Unis et l'Union européenne se rejoignent sur le fait que les formations militaires illégales en Ukraine doivent être dissoutes, et que toute personne occupant des bâtiments administratifs doit déposer les armes et les quitter. L'accord ajoute la possibilité d'une amnistie pour tous les manifestants antigouvernementaux. Néanmoins, les séparatistes prorusses à Donetsk refusent ces conditions imposées unilatéralement, défiant ainsi les autorités de Kiev et mettant en question l'entente occidentale sur l'Ukraine,,.
En cas de non désescalade du conflit, les États-Unis avaient insisté sur le fait de prendre des « mesures additionnelles » (sanctions) contre la Russie,.
En août 2014, une représentation officielle de la RPD est accueillie en Serbie.

Le 2 novembre 2014, des élections générales sont organisées par les séparatistes prorusses, Alexandre Zakhartchenko est alors élu président de la république populaire de Donetsk.

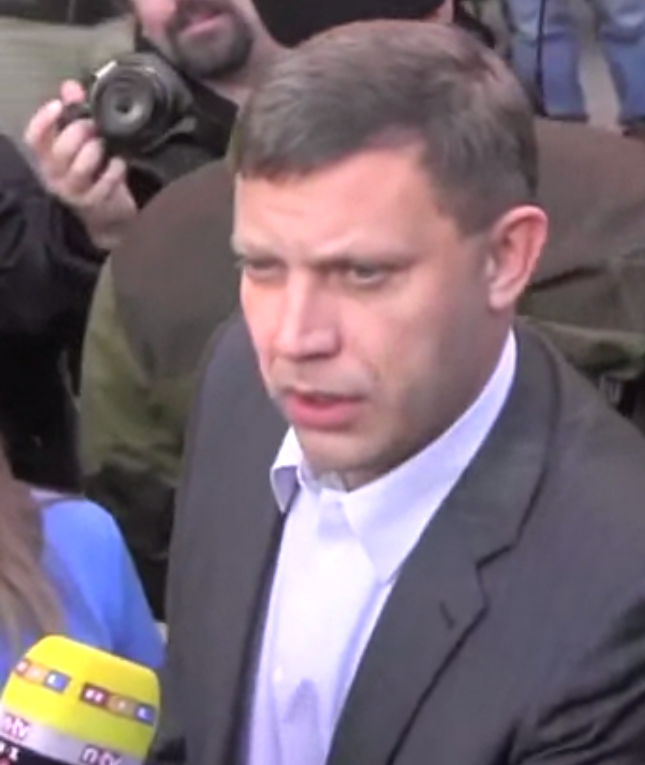
Alexandre Zakhartchenko, ex-président de la république populaire de Donetsk.

Le 26 juin 2017, trois élus locaux français, Christian Borelli, Hubert Fayard et Christiane Pujol, n'ayant pas compétence pour représenter leur pays, conviennent d'une représentation de la RPD en France en confiant à Hubert Fayard un poste de « représentant honoraire de la république populaire de Donetsk à Paris »,. En septembre 2017, une antenne non reconnue par le ministère français des Affaires étrangères est ouverte à Marseille. Le 6 septembre 2018, elle est jugée légale par la justice française, qui la considère comme une association.

### Reconnaissance de l'indépendance
Le 18 février 2017, la Russie reconnaît à titre provisoire les pièces d'identité, passeports, diplômes émis par la république populaire de Donesk et autorise les habitants à se rendre sur son territoire. Ceci a été condamné par l'OTAN le 30 mars suivant.
Le 21 février 2022, le président de la fédération de Russie Vladimir Poutine annonce, lors d'une allocution télévisée, que son pays reconnaît formellement l'indépendance des républiques populaires de Lougansk et de Donetsk. Cette déclaration intervient dans le cadre de la crise russo-ukrainienne de 2021-2022.
À la suite de l'allocution de Poutine, le ministre des Affaires étrangères syrien Faisal Mekdad annonce le 25 février reconnaître les deux républiques. L'agence de presse syrienne SANA a rapporté par la suite que la Syrie était « prête à établir des relations avec les républiques de Lougansk et de Donetsk ».
Le 13 juillet 2022, la Corée du Nord reconnaît à son tour les deux républiques. Une cérémonie a eu lieu à l'occasion à Moscou, au cours de laquelle l'ambassadeur nord-coréen à Moscou Sin Hong-chol a remis le certificat de reconnaissance du pays. Le chef séparatiste Denis Pouchilin a déclaré espérer « une coopération fructueuse » et un développement du commerce avec la Corée du Nord.

#### États membres de l'ONU reconnaissant l'indépendance
- Russie[67],[70]

- Syrie[68],[71]

- Corée du Nord[69]

#### États membres de l'ONU soutenant la décision de la Russie
- Biélorussie[72],[73]
- République centrafricaine[74]
- Kirghizistan[75]
- Nicaragua[73]
- Venezuela[76]

#### États non membres de l’ONU reconnaissant l'indépendance
- Abkhazie[77]
- République populaire de Lougansk
- Ossétie du Sud-Alanie[78]

### Réunion du Groupe de Minsk
Les représentants de la république populaire de Donetsk et le gouvernement de Kiev signent le 5 septembre 2014 à Minsk un protocole d'accord prévoyant notamment un cessez-le-feu à partir du jour-même à 18 heures et un statut particulier pour les oblasts de Donetsk et Lougansk dans le cadre d'une loi ukrainienne.

## Droits de l'homme
Au cours de la guerre du Donbass, de nombreux cas de disparition forcée se sont produits sur le territoire de la république populaire de Donetsk. Le dirigeant de la RPD, Alexandre Zakhartchenko, déclare que ses forces arrêtent jusqu'à cinq « subversifs ukrainiens » chaque jour. Le « Centre for Release of Captives » estime que le 11 décembre 2014, environ 632 personnes sont détenues illégalement par les forces séparatistes.
Le 2 juin 2017, le journaliste indépendant Stanislav Asseïev est enlevé. Dans un premier temps, le gouvernement de facto de la RPD nie savoir où il se trouve, mais le 16 juillet, un agent du « ministère de la Sécurité de l'État » du MRN confirme qu'Asseïev est sous leur garde et soupçonné d'« espionnage ». Les médias indépendants ne sont pas autorisés à faire des reportages à partir du territoire contrôlé par la RPD.

## Symboles

### Armoiries

Armoiries des républiques sécessionnistes ukrainiennes prorusses
La république populaire de Lougansk (avril-juin 2014).
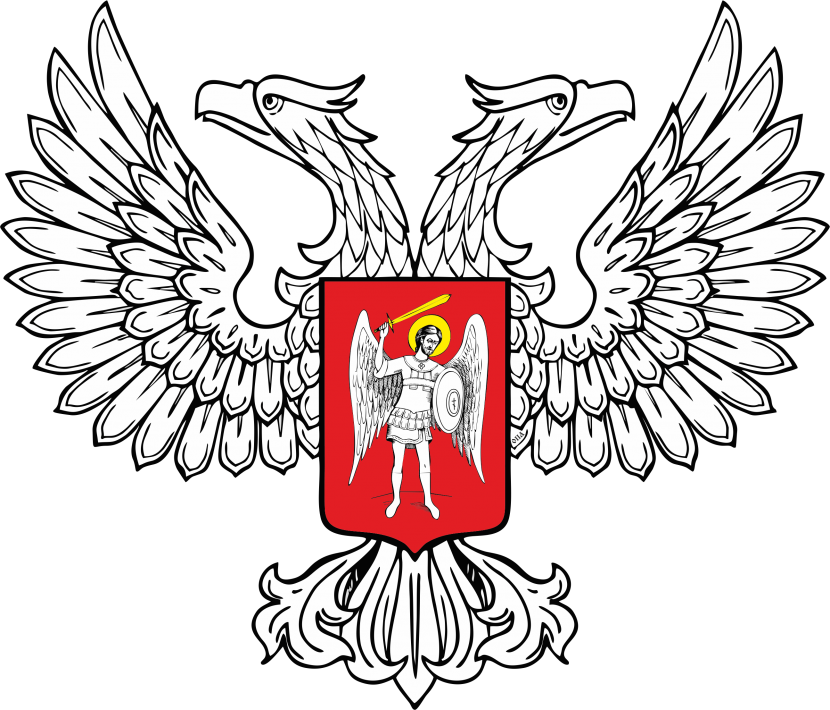
La république populaire de Donetsk (depuis le 21 juin 2014).